# U20シックス・ネイションズ・チャンピオンシップ
U20シックス・ネイションズ・チャンピオンシップ（英語：Six Nations Under 20s Championship）は、ヨーロッパの6カ国（イングランド、スコットランド、アイルランド、ウェールズ、フランス、イタリア）の20歳以下の選手が参加する国際ラグビー大会。

## 概要
毎年2月から3月にかけて、総当たり戦が行われる。
シニア大会であるシックス・ネイションズ・チャンピオンシップ同様に、5戦全勝優勝をグランドスラムと呼ぶ。
ホーム・ネイションズ（イングランド、スコットランド、アイルランド、ウェールズ）の中での3戦全勝をトリプルクラウンと呼ぶ（フランスとイタリアは対象外）。

## 歴史
当初はU21大会だった。2000年からイタリアを加えて6か国となり、U21シックス・ネイションズとなった。
2007年U21大会では、アイルランドがU20チームで出場しグランドスラムで優勝。
2008年からは、U20大会となった。
新型コロナウイルス感染症の世界的流行の影響で、2020年大会は3試合を残して中断され、優勝チームが決まらないまま、8月に中止が決定された。中止時点でアイルランドは、スコットランド、ウェールズ、イングランドに勝利しており、トリプルクラウンを決めていた。2021年は開催時期をずらし、6月から7月にかけて行われた。

## 大会結果履歴
| U21ファイブ・ネイションズ・チャンピオンシップ |                 |                 |                  |                    |                      |
| 開催年                                        | 優勝            |                 | トリプルクラウン | ウドゥン・スプーン | 備考                 |
| 1998                                          | イングランド    | ー              | イングランド     | スコットランド     | [ 1 ]                |
| 1999                                          | ウェールズ      | ー              | ウェールズ       | スコットランド     | [ 2 ]                |
| U21シックス・ネイションズ・チャンピオンシップ |                 |                 |                  |                    |                      |
| 開催年                                        | 優勝            | グランドスラム  | トリプルクラウン | ウドゥン・スプーン | 備考                 |
| 2000                                          | フランス        | ー              | ー               | イタリア           | [ 3 ]                |
| 2002                                          | フランス        | ー              | ウェールズ       | スコットランド     | [ 10 ]               |
| 2003                                          | ウェールズ      | ウェールズ      | ウェールズ       | イタリア           | [ 11 ]               |
| 2004                                          | イングランド    | イングランド    | イングランド     | イタリア           | [ 4 ] [ 12 ]         |
| 2005                                          | ウェールズ      | ウェールズ      | ウェールズ       | イタリア           | [ 13 ] [ 14 ]        |
| 2006                                          | イングランド    | イングランド    | イングランド     | フランス           | [ 15 ] [ 16 ]        |
| 2007                                          | アイルランド    | アイルランド    | アイルランド     | スコットランド     | [ 5 ] [ 17 ]         |
| U20シックス・ネイションズ・チャンピオンシップ |                 |                 |                  |                    |                      |
| 開催年                                        | 優勝            | グランドスラム  | トリプルクラウン | ウドゥン・スプーン | 備考                 |
| 2008                                          | イングランド(1) | イングランド(1) | イングランド(1)  | スコットランド(1)  | [ 18 ] [ 19 ]        |
| 2009                                          | フランス(1)     | ー              | ー               | イタリア(1)        | [ 20 ] [ 21 ]        |
| 2010                                          | アイルランド(1) | ー              | アイルランド(1)  | イタリア(2)        | [ 22 ] [ 23 ]        |
| 2011                                          | イングランド(2) | イングランド(2) | イングランド(2)  | スコットランド(2)  | [ 24 ] [ 25 ]        |
| 2012                                          | イングランド(3) | ー              | イングランド(3)  | イタリア(3)        | [ 26 ] [ 27 ]        |
| 2013                                          | イングランド(4) | ー              | ー               | イタリア(4)        | [ 28 ] [ 29 ]        |
| 2014                                          | フランス(2)     | フランス(1)     | イングランド(4)  | スコットランド(3)  | [ 30 ] [ 31 ]        |
| 2015                                          | イングランド(5) | ー              | ー               | イタリア(5)        | [ 32 ] [ 33 ]        |
| 2016                                          | ウェールズ(1)   | ウェールズ(1)   | ウェールズ(1)    | イタリア(6)        | [ 34 ] [ 35 ]        |
| 2017                                          | イングランド(6) | イングランド(3) | イングランド(5)  | イタリア(7)        | [ 36 ] [ 37 ]        |
| 2018                                          | フランス(3)     | ー              | ー               | スコットランド(4)  | [ 38 ] [ 39 ]        |
| 2019                                          | アイルランド(2) | アイルランド(1) | アイルランド(2)  | スコットランド(5)  | [ 40 ] [ 41 ]        |
| 2020                                          | ー              | ー              | アイルランド(3)  | ー                 | [ 7 ] [ 8 ]          |
| 2021                                          | イングランド(7) | イングランド(4) | イングランド(6)  | スコットランド(6)  | [ 42 ] [ 9 ] [ 43 ]  |
| 2022                                          | アイルランド(3) | アイルランド(2) | アイルランド(4)  | スコットランド(7)  | [ 44 ] [ 45 ]        |
| 2023                                          | アイルランド(4) | アイルランド(3) | アイルランド(5)  | ウェールズ(1)      | [ 46 ] [ 47 ]        |
| 2024                                          | イングランド(8) | ー              | ー               | スコットランド(8)  | [ 48 ] [ 49 ]        |
| 2025                                          | フランス(4)     | ー              | ー               | アイルランド(1)    | [ 50 ] [ 51 ] [ 52 ] |
| 開催年                                        | 優勝            | グランドスラム  | トリプルクラウン | ウドゥン・スプーン | 備考                 |

## 統計
U20大会となった2008年以降に限定。2025年大会終了時点。
| チーム         | 優勝回数 | グランドスラム 回数 | トリプルクラウン 回数 | ウドゥン・スプーン 回数 |
| -------------- | -------- | ------------------- | --------------------- | ----------------------- |
| イングランド   | 8        | 4                   | 6                     | 0                       |
| アイルランド   | 4        | 3                   | 5                     | 1                       |
| ウェールズ     | 1        | 1                   | 1                     | 1                       |
| スコットランド | 0        | 0                   | 0                     | 8                       |
| フランス       | 4        | 1                   | 0                     | 0                       |
| イタリア       | 0        | 0                   | 0                     | 7                       |

## 外部サイト
- 公式ウェブサイト
- U20シックス・ネイションズ・チャンピオンシップ (@SixNationsU20) - X（旧Twitter）